# Cercosporella rubi
Cercosporella rubi är en svampart som först beskrevs av Georg Winter, och fick sitt nu gällande namn av Plakidas 1937. Cercosporella rubi ingår i släktet Cercosporella och familjen Mycosphaerellaceae.   Inga underarter finns listade i Catalogue of Life.